# Aulos
Aulos je prethodnik instrumenta koji se danas naziva oboa. Za izvođenje glavnih tonaliteta Grci su imali 6 vrsta jednostrukih i dvostrukih aulosa.